# Presidenti del Consiglio regionale della Provenza-Alpi-Costa Azzurra
Il Presidente del Consiglio regionale della Provenza-Alpi-Costa Azzurra (in francese: Présidents du Conseil Régional de Provence-Alpes-Côte d'Azur) è il capo del governo della regione francese della Provenza-Alpi-Costa Azzurra e il capo del suo Consiglio regionale.
Viene eletto per un periodo di 6 anni

## Elenco
| Mandato                           | Presidente | Presidente         | Partito | Partito                           |
| --------------------------------- | ---------- | ------------------ | ------- | --------------------------------- |
| 1974–1981                         |            | Gaston Defferre    |         | Partito Socialista                |
| 22 maggio 1981 – 16 marzo 1986    |            | Michel Pezet       |         | Partito Socialista                |
| 21 marzo 1986 – 23 marzo 1998     |            | Jean-Claude Gaudin |         | Unione per la Democrazia Francese |
| 23 marzo 1998 – 18 dicembre 2015  |            | Michel Vauzelle    |         | Partito Socialista                |
| 18 dicembre 2015 – 15 maggio 2017 |            | Christian Estrosi  |         | I Repubblicani                    |
| 15 maggio 2017 – in carica        |            | Renaud Muselier    |         | I Repubblicani                    |